# Theridion coenosum
Theridion coenosum là một loài nhện trong họ Theridiidae.
Loài này thuộc chi Theridion. Theridion coenosum được Tord Tamerlan Teodor Thorell miêu tả năm 1887.